# Corriente del Labrador

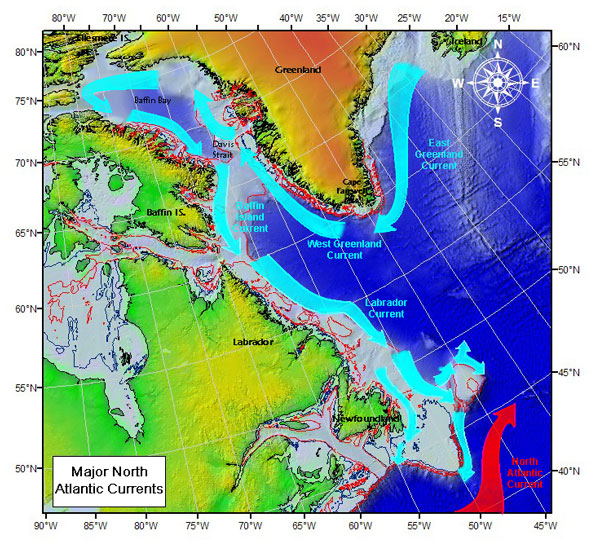
Corriente de Labrador.

La corriente del Labrador es una corriente oceánica fría en el norte del océano Atlántico la cual fluye por el sur del océano Ártico a lo largo de la costa de Labrador y pasa alrededor de Terranova, continuando al sur a lo largo de la costa este de Nueva Escocia. Es una continuación de la corriente de Groenlandia Occidental y de la corriente de la isla de Baffin.
Se inicia por la corriente del este de Groenlandia que termina en el sur de Groenlandia.
La corriente se extiende desde el sureste de Groenlandia hasta el norte y continúa por la costa este de Canadá desde el norte hasta el sur, encontrándose con la corriente de Florida.